# Nephodia pellucenta
Nephodia pellucenta là một loài bướm đêm trong họ Geometridae.